# Římskokatolická farnost Bochoř
Římskokatolická farnost Bochoř je územním společenstvím římských katolíků v rámci přerovského děkanátu olomoucké arcidiecéze s farním kostelem svatého Floriána.

## Historie
První písemná zmínka o Bochoři pochází z roku 1294. Bohoslužby se prováděly ve zvonici z roku 1764, ta vyhořela v roce 1822 a žár požáru roztavil zvon. Kaple byla stržena a na jejím místě byl postaven nový kostel. Architektem byl Gustav Meretta. Výstavba proběhla v letech 1873–1875. Dne 7. května 1875 byl kostel vysvěcen arcibiskupem Bedřichem Fürrstenbergem. V roce 1997 byl kostel poškozen povodní a opraven v roce 1998.

## Duchovní správci
Od září 2017 je administrátorem excurrendo R. D. Mgr. Grzegorz Zych.

## Bohoslužby
| Kostel           | Místo  | Bohoslužba (den) | Hodina                            | Poznámka     |
| ---------------- | ------ | ---------------- | --------------------------------- | ------------ |
| svatého Floriána | Bochoř | neděle čtvrtek   | 11.00 16.30 /(zima)/ 18.00 (léto) | Farní kostel |

## Aktivity farnosti
Ve farnosti se pravidelně koná tříkrálová sbírka. V roce 2017 se při ní v Bochoři vybralo 33 626 korun.